# Estación Capitán Lozano
Capitán Lozano es una estación ferroviaria  ubicada en la localidad de Bella Vista, Partido de San Miguel, Provincia de Buenos Aires, Argentina.

## Servicios
La estación corresponde al Ferrocarril General Urquiza de la red ferroviaria argentina, en el ramal que conecta las terminales Federico Lacroze y General Lemos.